# Czvikker Lilla
Czvikker Lilla (Nagyvárad, 1996. augusztus 19. –) magyar színésznő.

## Életpályája
2014-ben érettségizett a nagyváradi Ady Endre Líceumban. 2014–2019 között a Színház- és Filmművészeti Egyetem zenés színész szakos hallgatója volt.Gyakorlati éveit a budapesti Katona József színházban, illetve a nyíregyházi Móricz Zsigmond színházban töltötte. 2019-től a Miskolci Nemzeti Színház tagja.

## Fontosabb színházi szerepei
- Ivanov…Sasha (Miskolci Nemzeti Színház, 2024)
- A szálemiek…Mary Warren (Miskolci Nemzeti Színház, 2023)
- Csárdáskirálynő …Stázi főhercegnő (Miskolci Nemzeti Színház, 2023)
- A tatárok Magyarországban …Zelmíra (Miskolci Nemzeti Színház, 2023)
- Gyévuska …Jolánka (Miskolci Nemzeti Színház, 2023)
- Ének az esőben ...Kathy Selden (Miskolci Nemzeti Színház, 2022)
- Jézus Krisztus szupersztár ...Mária Magdolna (Miskolci Nemzeti Színház, 2022)
- A falu rossza …Sárika (Miskolci Nemzeti Színház, 2022)
- Élektra ...Élektra (Miskolci Nemzeti Színház, 2022)
- Veron ...Köszörűs, Kintornás, Késes Laji, Javasasszony, Fotográfus, Paprika Jancsi (Miskolci Nemzeti Színház, 2022)
- Tartuffe ...Dorine (Miskolci Nemzeti Színház, 2021)
- Bolha a fülbe ...Raymonde Chandebise (Miskolci Nemzeti Színház, 2021)
- Producerek ...Ulla (Miskolci Nemzeti Színház, 2021)
- Szentivánéji álom ...Heléna (Miskolci Nemzeti Színház, 2020)
- Ördögök ...Diáklány (Miskolci Nemzeti Színház, 2020)
- Bál a Savoyban ...Daisy Parker (Miskolci Nemzeti Színház, 2020)
- Hegedűs a háztetőn ...Hódel (Miskolci Nemzeti Színház, 2019)
- Feketeszárú cseresznye ...Irina (Miskolci Nemzeti Színház, 2019)
- Ünnep ...Pia (Miskolci Nemzeti Színház, 2019)
- Don Juan ...Bernadette (Miskolci Nemzeti Színház, 2019)
- Hello Dolly…Irene Molloy(Miskolci Nemzeti Színház,2019)
- Rozsdatemető 2.0 ...Cira Piroska (Katona József Színház, 2019)
- A velencei kalmár ...Aragónia hercege (Miskolci Nemzeti Színház, 2019)
- Háztűznéző…Polina (Katona József Színház, 2017)
- Koldusopera ...Polly Peachum (TRIP Hajó, 2018)
- Chicago ...Roxie Hart (Móricz Zsigmond Színház, 2018)

## Filmes és televíziós szerepei
- Tóth János (2018) ...Szexi lány
- Jófiúk (2019) ...Fanni
- Vienna Blood (2022)
- Családi kör (2024) ...Apor Juli